# Carl Fredrik Meinander

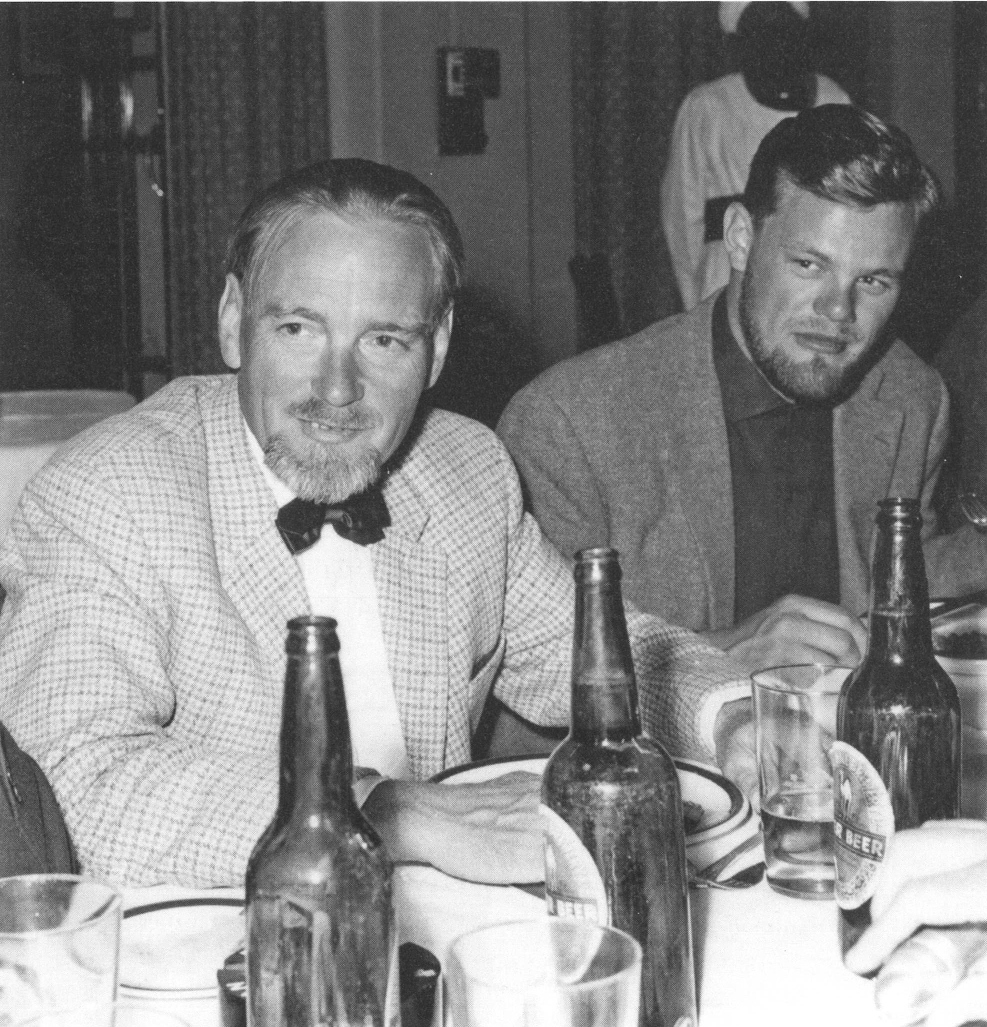
C.F. Meinander (t.v.) med danske kollegan Hans Jørgen Madsen år 1961.

Carl Fredrik Waldemar Meinander, född 6 oktober 1916 i Helsingfors, död 23 augusti 2004 i Helsingfors, var en finländsk arkeolog, professor i Finlands och Skandinaviens arkeologi vid Helsingfors universitet från 1971. Han var far till Henrik Meinander.

## Subneolitisk kultur
I Finland markeras övergången mellan mesolitisk och neolitisk tid av kamkeramikens introduktion. Medan de egentliga neolitiska kulturerna karakteriseras av jordbruksekonomi, har den kamkeramiska kulturen rubricerats som en "subneolitisk kultur". Termen har lanserats av Meinander, som gett den följande innehåll: med subneolitisk kultur förstås en kultur som är samtidig med de neolitiska kulturerna och av dessa har övertagit vissa tekniska uppfinningar, men som inte är jordbrukande och inte håller sig med nötboskap. 

## Åland
Den äldsta gropkeramiska boplatsen på Åland är Kolsvidja i Sund, som undersöktes av Meinander 1952. 

## Kiukaiskulturen
Meinander har behandlat Kiukaiskulturen, vars omfattande monografi Die Kiukaiskultur utkom 1954. Liksom Aarne Äyräpää anser Meinander att man finner vissa inflytanden från båtyxkulturen inom Kiukaiskulturen, men understryker att dessa varit av mindre betydelse för den senneolitiska kulturens uppkomst. Kiukaiskulturen kan i allt väsentligt uppfattas som en fortsättning på kustens kamkeramiska kultur.

## Bronsålder
År 1954 framlade Meinander sin doktorsavhandling Die Bronzezeit in Finnland, vilken fortfarande kan betraktas som standardverket om Finlands bronsålder. (Fyndmaterialet har klassificerats enligt Oscar Montelius periodindelning.)

## Kontinuitet
I motsats till tidigare forskning hävdade Meinander att stenålderns kulturmönster kan spåras i bronsåldern, vilken i sin tur utan större dramatik övergår i äldre järnålder. I frågan om bosättningskontinuitet från bronsåldern till järnåldern har Meinander tagit ståndpunkt. Det var i sydvästra Finland som kontinuiteten var ifrågasatt, inte så mycket i inlandet. Under 1950- och 1960-talen gjordes fynd vilka förändrade vår uppfattning om kulturförhållanden och kontinuitet i kustzonen. Meinander kastar ljus över detta i det epokgörande arbetet Dåvits. En essä om förromersk järnålder (1969), vari han otvetydigt visade att Alfred Hackmans allmänt hyllade tes inte mera kunde försvaras. I våra dagar tvekar inte arkeologin att härleda kustens järnåldersbebyggelse från stenåldern.